# Илли о строительстве башни
Илли о строительстве башни — уникальная ингушская народная песня героико-эпического жанра илли, поэтично повествующая о процессе возведения классической ингушской боевой башни. На Кавказе подобные памятники народной песенной культуры, воспевающие строительство башен, имеются только у ингушей. Впервые была переведена на русский язык И. Пулькиной в 1979 году, а исполнена в 1995 году в документальном фильме В. Быкова «Замковый камень». 
Илли содержит множество этнографическиех данных, связанных с древним искусством строительства башен и других объектов ингушской архитектуры. Главным героем песни является Янд — историческое лицо, знаменитый на Кавказе мастер-строитель из ингушского селения Эрзи. Действие происходит в Джейрахе.